# الانقلاب العسكري التركي 1960
انقلاب 27 مايو (بالتركية:  27Mayıs Darbesi)‏ هو أول انقلاب عسكري في تركيا، قام به مجموعة من 38 من ضباط القوات المسلحة التركية خارجين عن قيادة رؤساء الأركان، ضد الحكومة المنتخبة ديمقراطيًا لحزب الديمقراطية يوم 27 مايو 1960. ووقع الحادث في وقت من الاضطرابات الاجتماعية والسياسية والمصاعب الاقتصادية، حيث كانت المساعدات الأمريكية حسب مبدأ ترومان ومشروع مارشال نفدت، ومن ثم كان رئيس الوزراء، عدنان مندريس، يخطط لزيارة إلى موسكو أملاً في وضع خطوط بديلة للائتمان.
كان العقيد ألبارسلان ترك، الذي أعلن الانقلاب في الإذاعة والذي كان أيضًا عضوًا في الخونتا (:بالإسبانية:Milli Birlik Komitesi)، من بين أول ستة عشر ضابطًا جرى تدريبهم عام 1948 من قبل الولايات المتحدة لتشكيل المنظمة المقاومة المعادية للشيوعية، مكافحة التمرد. وهكذا، ذكر صراحة الإخلاص والولاء لمنظمة حلف شمال الأطلسي وحلف بغداد في خطابه القصير إلى الأمة، وحتى لحظة اذاعته البيان لم تزل أسباب الانقلاب غامضة.
قامت الخونتا بإجبار 235 قائدًا وأكثر من 3000 ضابط مكلف على التقاعد؛ وقمع أكثر من 500 قاض ونائب عام، و1400 من أعضاء هيئة التدريس بالجامعات؛ واعتقال رئيس هيئة الأركان العامة التركية والرئيس ورئيس الوزراء وغيرهم من أعضاء الإدارة،
وتبع ذلك تعيين جمال جورسيل الذي جاء به الانقلاب رئيسا لأركان القوات المسلحة التركية، كرئيس للدولة ورئيس للوزراء ووزير للدفاع.
وقد انتحر وزير الداخلية، نامق جيديك، أثناء احتجازه في الأكاديمية العسكرية التركية.
وتم عرض الرئيس محمود جلال بايار، ورئيس الوزراء، عدنان مندريس، وعدد من أعضاء الحكومة الآخرين للمحاكمة أمام محكمة كانجاروو التي عينتها الخونتا في جزيرة ياسيادا في بحر مرمرة. واتهم السياسيون بالخيانة العظمى وإساءة استخدام الأموال العامة وإلغاء الدستور.
انتهت المحاكم بإعدام عدنان مندريس، ووزير الشؤون الخارجية، فطين رشدي زورلو، ووزير المالية، حسن بولاتكان، على جزيرة إمرالي في 16 سبتمبر 1961. وبعد شهر، أعيدت السلطة الإدارية للمدنيين الذين اختارهم الانقلاب.

## وصلات خارجية
- Information booklet published by the military junta for visitors of the court on the island Yass?ada